# T-Mobile

T-Mobile是德国电信股份公司于捷克、波兰、美国运营时使用的商标。该商标亦授权独立后的荷兰T-Mobile公司使用。
德国电信于1996年引入T-Mobile商标，并在德国以外的子公司使用该商标。
1999年德国电信成立T-Mobile International AG，控股旗下运营移动通信业务移动的子公司。2003年到2007年之间T-Mobile International在德国负责德国电信的移动业务。2009年德国电信重组，将相同地区内经营固话与移动业务的子公司合并。T-Mobile International本身则与德国电信合并。
T-Mobile International合并前位于德国波恩，其子公司曾在欧洲、美国、波多黎各、美属维尔京群岛运营移动网络。该公司亦掌握中东欧运营商股份。该公司全球用户约2.30亿，曾排名第十三。该公司亦曾是第四大跨国运营商。

## 市场状况
德国是T-Mobile的老家，作为次大的移动电话营运商它拥有2670万用户（2004年3月），紧跟竞争对手沃达丰。为了把德国高利润的GSM网络升级到UMTS第三代移动通讯标准，满足手机上网的需求，2000年8月德国电信取得了德国使用3G的授权，T-Mobile花了160亿德国马克（76亿美金）。
T-Mobile USA前身是VoiceStream（已收购无线营运商PowerTel, Aerial和Omnipoint）。VoiceStream在2001年5月被德国电信以240亿美元收购。总部设在华盛顿Bellevue。T-Mobile USA是美国市场上第三大营运商，也是继Verizon Wireless之后的超过160万用户的第二大成长最快的公司，平均每季度增长1百万用户。它也是唯一一家在欧洲和美国使用统一品牌的移动电话公司。通过国际漫游协定连接到德国电信并与其他GSM网络兼容，T－Mobile USA比任何一家美国无线营运商提供更多的全球范围内更多的覆盖面积。2004年，T-Mobile USA被授予了J.D.Power和Associates的几个奖项，包括“2004无线用户服务最高评价奖”和“2004无线零售服务海外用户最满意奖”。
在美国T-Mobile为Wi-Fi无线Internet访问在包括机场，机场俱乐部，星巴克咖啡屋，联邦快递金考，博德斯集團在内的很多地方部署了超过4500个热区。Wi-Fi基础设施是T-Mobile通过收购WISP MobileStar获得的。
T-Mobile的全球代言人是女演员凯瑟琳·泽塔-琼斯。（被T-Mobile收购之前），北美的VoiceStream Wireless公司的代言人是Jamie Lee Curtis。在泽塔琼斯作为全球代言人的期间，T-Mobile美国2004年末开始启用说唱音乐歌手史努比狗狗作为公司产品T-Mobile Sidekick广告系列片的代言人。
T-Mobile还是好几个以他的名字冠名体育运动队的赞助商， 例如它拥有自己的自行车运动队－T-Mobile队，或者给奥地利足球联赛冠名。
2009年9月9日德意志電信將旗下T-Mobile英國業務，與法國電信旗下Orange英國業務整合，組建各佔50%股權的合營公司Everything Everywhere。合併後，手機用戶達到2,840萬，占英國逾37%的手機市場，成為英國最大手機營運商。
2011年3月20日，德意志電信計劃將旗下T-Mobile美國業務，以390億美元的現金與股票的價格出售予AT&T。不过此收购案后来被美国司法部否决。因为监管机构担心影响美国通信市场竞争为由失败，AT&T为此支付30亿美元违约金。
2018年4月30日，T-Mobile US 再次公布預計以0.10256股T-Mobile股票兌換一股Sprint股票，每股價值6.62美元，斥資265億美元併購同業Sprint，合併後的新公司將沿用T-Mobile。2020年4月完成合併，德國電信將持有新公司43%股權，擁有Sprint的軟銀集團將持有24%股權。

## T-Mobile商标
在以下国家使用"T-Mobile"商标运营GSM网络
总计用户数2004年七月（2004年3月）
- 奥地利200万（200万）
- 捷克共和国410万（400万）
- 德国2710万（2670万）
- 克罗地亚170万（160万）
- 匈牙利400万（380万）
- 荷兰220万（210万）
- 英国1490万（1430万）
- 美国1540万（1430万）

## 商业合作
在以下国家T-Mobile通过金融股份形式参与移动电话服务：
- 白俄罗斯
- 波斯尼亚黑塞格维纳
- 加拿大
- 印度尼西亚
- 马来西亚
- 菲律宾
- 波兰
- 马其顿共和国
- 俄罗斯
- 斯洛伐克
- 乌克兰